# Verbesininae
Verbesininae je maleni podtribus glavočika,  dio tribusa Heliantheae. Sastoji se od četiri roda uglavnom iz Srednje i Sjeverne Amerike i Meksika.

## Rodovi
1. Podachaenium Benth. ex Oerst. (6 spp.)
2. Squamopappus R.K.Jansen, N.A.Harriman & Urbatsch (1 sp.)
3. Tetrachyron Schltdl. (10 spp.)
4. Verbesina L. (348 spp.)